# A Perfect Reception
A Perfect Reception es un álbum no oficial en vivo de la banda británica Pink Floyd, disco doble en vivo, recopilatorio, editado en 2000, que contiene la grabación de la presentación de la banda en el Festival de Knebworth el 30 de junio de 1990.

## Lista de canciones
1. Shine On You Crazy Diamond (1-5). 11:31.
  - Del álbum: Wish You Were Here. 1975.
2. The Great Gig in the Sky. 5:55.
  - Del álbum: The Dark Side of the Moon. 1973.
3. Wish You Were Here. 4:53.
  - Del álbum: Wish You Were Here. 1975.
4. Sorrow. 9:43.
  - Del álbum: A Momentary Lapse of Reason. 1987.
5. Money. 11:41.
  - Del álbum: The Dark Side of the Moon. 1973.
6. Comfortably Numb. 8:54.
  - Del álbum: The Wall. 1979.
7. Run Like Hell. 7:01.
  - Del álbum: The Wall. 1979.

## Curiosidad
Comfortably Numb y Run Like Hell fueron incluidos en el álbum oficial Live At Knebworth 1990

## Músicos
- David Gilmour - guitarras, voces.
- Nick Mason - batería
- Richard Wright - teclados, voces.
- Jon Carin - teclados adicionales, voces.
- Guy Pratt - bajo, voces.
- Gary Wallis - percusión
- Tim Renwick - guitarras, voces
- Candy Dulfer - saxofón
- Sam Brown - coros
- Vicky Brown - coros
- Clare Torry - coros
- Durga McBroom - coros
- Michael Kamen - teclados en Comfortably Numb

Crédito adicional:
- Roger Waters - compositor de todas las letras del Dark Side Of The Moon.